# Flusso del segnale audio
Il flusso del segnale audio è il percorso che il segnale audio fa dalla sorgente (ad esempio un microfono) a un dispositivo di uscita (ad esempio un altoparlante o un dispositivo di registrazione).

## Descrizione
Nei sistemi stereo casalinghi convenzionali, il flusso del segnale è relativamente semplice, di breve lunghezza e coinvolge solo poche componenti; in altri contesti, quali ad esempio un locale pubblico o uno studio di registrazione, il flusso del segnale può diventare abbastanza complicato, coinvolgendone un numero molto maggiore. Conoscere dunque queste componenti in dettaglio e la loro distribuzione significa assicurarsi che il flusso del segnale avvenga in maniera continua senza distorsioni e interruzioni. Un tecnico audio professionale specializzato di alto livello ha, di solito, un grado di istruzione molto elevato.

## Feedback
Il feedback (retroazione) acustico, anche chiamato Howl-Round (effetto Larsen), si verifica quando l'uscita (output) di un dispositivo viene riportata o collegata accidentalmente al suo ingresso (input). Se il dispositivo sta amplificando il segnale, allora il suono in uscita che è amplificato viene rispedito di nuovo al suo ingresso, dove verrà amplificato nuovamente e mandato di nuovo in uscita, per poi ritornare all'ingresso ed essere amplificato di nuovo, mandato all'uscita ecc, e così via all'infinito.
Un esempio di feedback potrebbe verificarsi per esempio durante un concerto di musica dal vivo quando si usa un microfono molto sensibile, ad esempio a condensatore. Il microfono, l'input, potrebbe infatti captare il suono proveniente dalle casse (speakers), ossia l'output, per poi rimandarlo indietro alle casse generando quindi un circolo vizioso usualmente sgradevole.
Comprendere il flusso del segnale è quindi importante per prevenire il feedback.

## Esempio: lettore CD
Il seguente esempio mostra il flusso del segnale di un tipico sistema stereo casalingo mentre si ascolta un Cd audio attraverso un apposito lettore. La prima componente del sistema è il lettore CD che produce il segnale. L'uscita del lettore CD è connessa a un ingresso su un ricevitore. In un tipico sistema stereo casalingo, questo collegamento sarà di tipo analogico e di -10db utilizzando dei cavi RCA. Selezionando l'ingresso corretto sul ricevitore, il segnale è dirottato internamente verso un amplificatore che amplifica il voltaggio a quello richiesto dagli altoparlanti. L'uscita dell'amplificatore è poi collegata agli altoparlanti, che convertono il segnale elettrico in suono.

## Esempio: singolo cantante che registra
Il seguente esempio mostra un tipico flusso del segnale di un singolo cantante che registra in uno studio di registrazione.

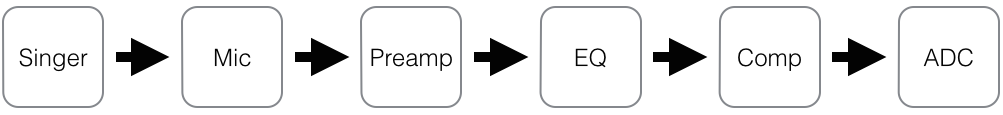
Flusso del segnale audio di un singolo cantante che registra in uno studio

Il primo elemento è il cantante, che produce le onde sonore. Il segnale si propaga acusticamente al microfono dove viene convertito in segnale elettrico da un trasduttore secondo la legge dell'inverso del quadrato. Dato che ci sono altre fonti che possono produrre suoni nell'ambiente quali ad esempio sistemi di riscaldamento/raffreddamento, traffico, ventole del computer, ascensori o lavori stradali, bisogna tenere in considerazione che anche questi rumori possono essere captati dal microfono.
È importante quindi ottimizzare il rapporto segnale acustico/rumore del microfono. Ciò può essere ottenuto riducendo l'ampiezza del rumore non voluto (ad esempio spegnendo i sistemi di riscaldamento/raffreddamento), o mettendo in pratica la legge dell'inverso del quadrato: avvicinando il microfono alla sorgente del segnale e allontanandola dalla fonte di rumore, il rapporto segnale/rumore aumenta.
Dopo il microfono, attraverso un cavo, il segnale passa al pre-amplificatore microfonico che lo porta al giusto livello.  Ciò è importante perché è necessario un segnale adeguato per pilotare il circuito di ingresso di qualsiasi ulteriore apparecchiatura di elaborazione lungo la catena che generalmente non è in grado di operare correttamente con il segnale a bassissima tensione prodotto da un tipico microfono.
Ai fini di questo esempio, l'uscita del pre-amplificatore microfonico è mandato ad un equalizzatore dove il timbro del suono può essere manipolato per fini artistici o tecnici. Esempi di fini artistici sono dare alla voce del cantante un suono più brillante, più cupo, più frontale o meno nasale. Esempi di fini tecnici sono invece ridurre il rumore indesiderato delle basse frequenze dei sistemi di riscaldamento/raffreddamento o compensare la perdita delle alte frequenze causata da un posizionamento troppo distante del microfono.
L'uscita dell'equalizzatore sarà inviata poi a un compressore che è un dispositivo che manipola l'intervallo dinamico (dynamic range) di un segnale audio per motivi artistici o tecnici.
L'uscita del compressore sarà invece inviata a un convertitore analogico-digitale, che converte il segnale in formato digitale, consentendogli di essere inviato a un dispositivo di registrazione digitale, quale ad esempio un computer.

## Esempio: cantante dal vivo
Il seguente esempio traccia il flusso del segnale audio per un cantante che si esibisce in una chiesa.
Il flusso del segnale comincia come nell'esempio precedente: cantante, microfono, pre-amplificatore del microfono, equalizzatore e compressore. Il segnale va poi in un mixer, che consente al segnale di essere indirizzato verso varie uscite. Il mixer può inviare il suono attraverso diversi canali (in inglese bus). Ci sono quindi:
- un canale principale che viene inviato all'impianto stereo centrale;
- un canale di monitoraggio che si usa per creare il mix che il cantante sente attraverso le casse monitor
- un canale ausiliario che si usa per creare un secondo mix da inviare all'ingresso della chiesa.

## Esempio: gruppo musicale

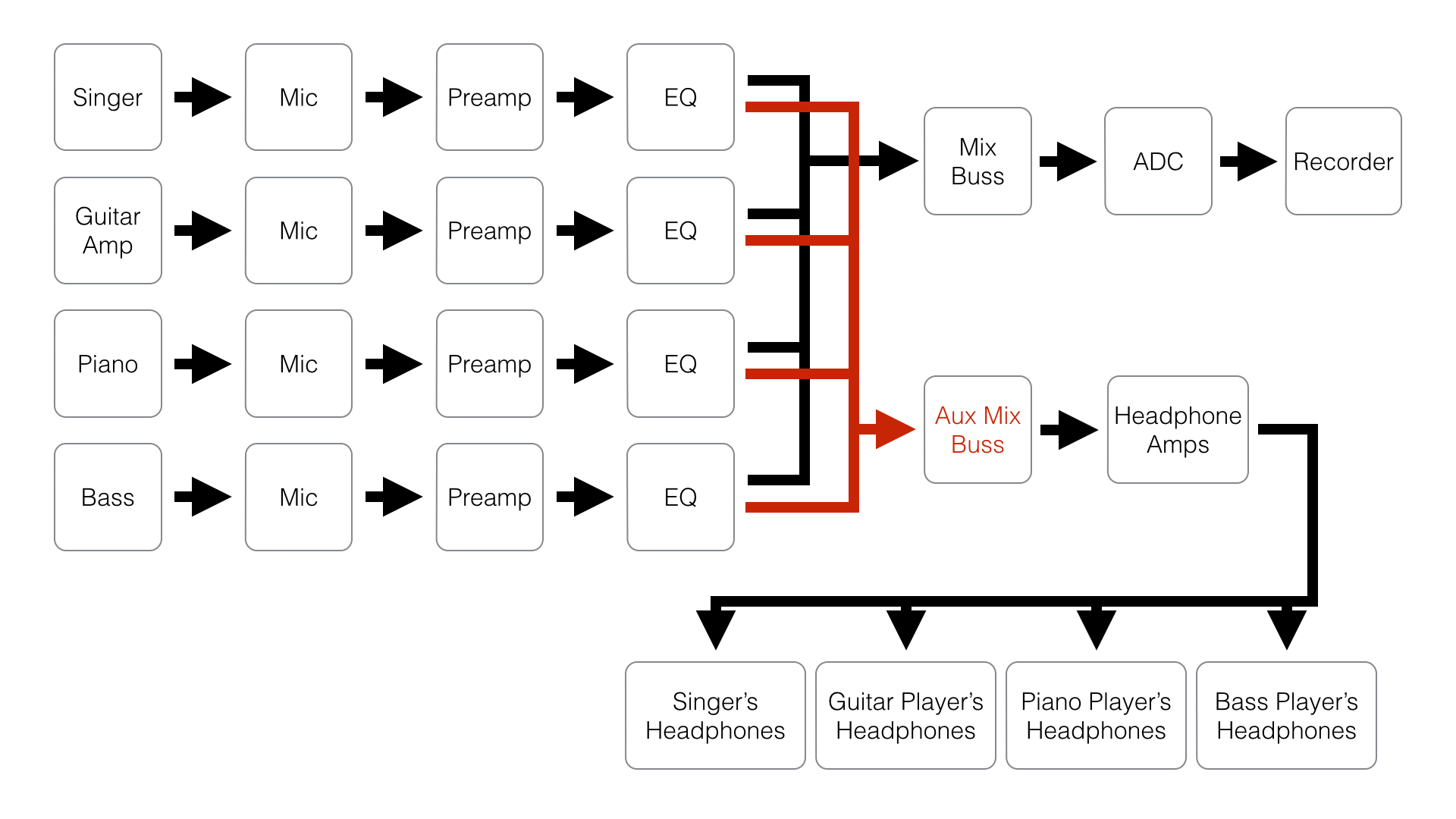
Schema di un tipico flusso del segnale di un gruppo musicale

## Esempio: spettacolo musicale trasmesso in diretta

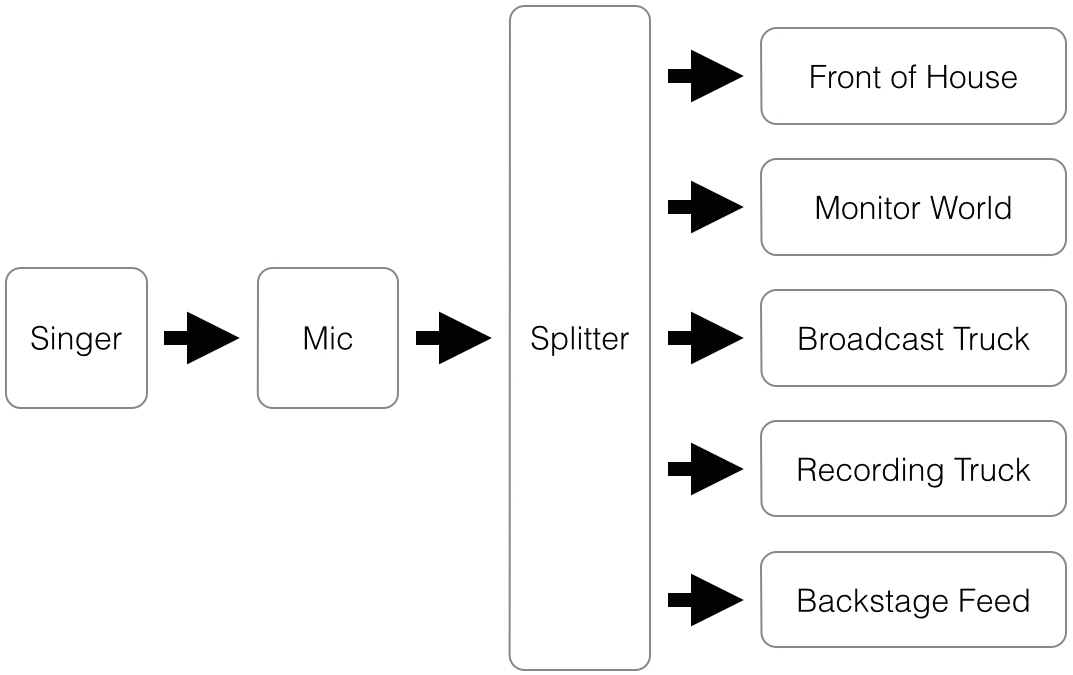
Schema del flusso di segnale per l'esempio descritto sopra

In questo esempio, esploreremo il flusso del segnale audio di un ipotetico concerto rock:  avremo non solo il pubblico ma anche registrazione e trasmissione in diretta TV, con le copie della registrazione che potranno essere vendute al pubblico immediatamente dopo la fine del concerto. Da ciascun microfono il segnale viene quindi inviato in 5 posti diversi: l'impianto di amplificazione centrale, il sistema di auricolari dei musicisti, il sistema della diretta, il sistema di registrazione e infine ingressi, bagni e dietro le quinte, per permettere alle persone di sentire l'esibizioni anche in tali aree.
L'impianto di amplificazione centrale viene controllato dalla posizione di Front of House, chiamata anche "Mix position" (postazione di missaggio). La FOH è generalmente dietro il pubblico. Il sistema di auricolari viene invece gestito da un ingegnere di controllo delle casse monitor il cui mixer è di solito posto su uno dei lati del palco. È necessario che l'ingegnere sia in grado di comunicare con i musicisti e che quindi si trovi vicino a loro. La posizione del mixer dei monitor spesso è chiamata "monitor world" (letteralmente mondo dei monitor). Il missaggio per la trasmissione in diretta è controllato da un camioncino posto nel parcheggio del locale dove ha luogo l'esibizione.

## Galleria d'immagini

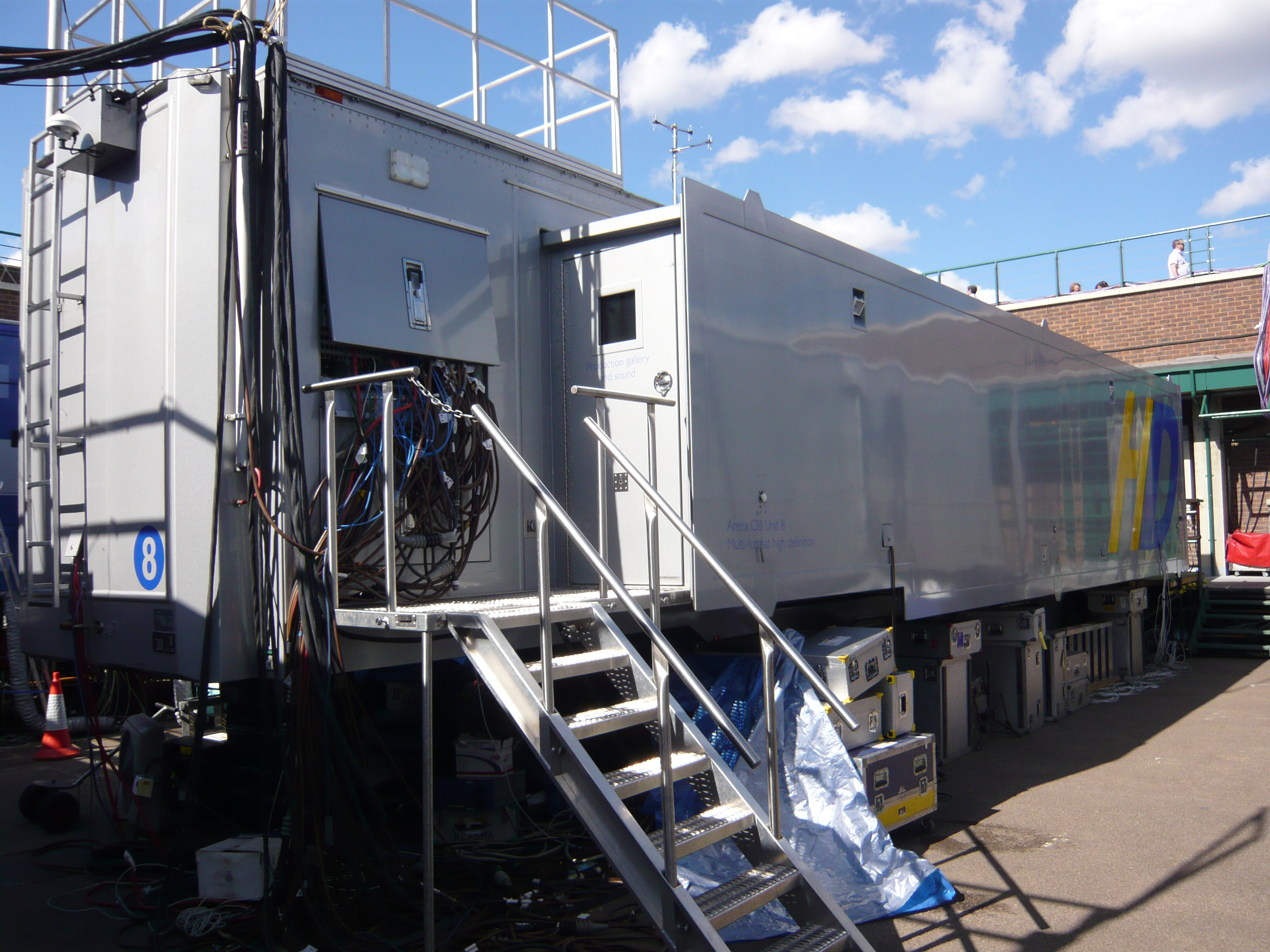
Automezzo per missaggio in diretta
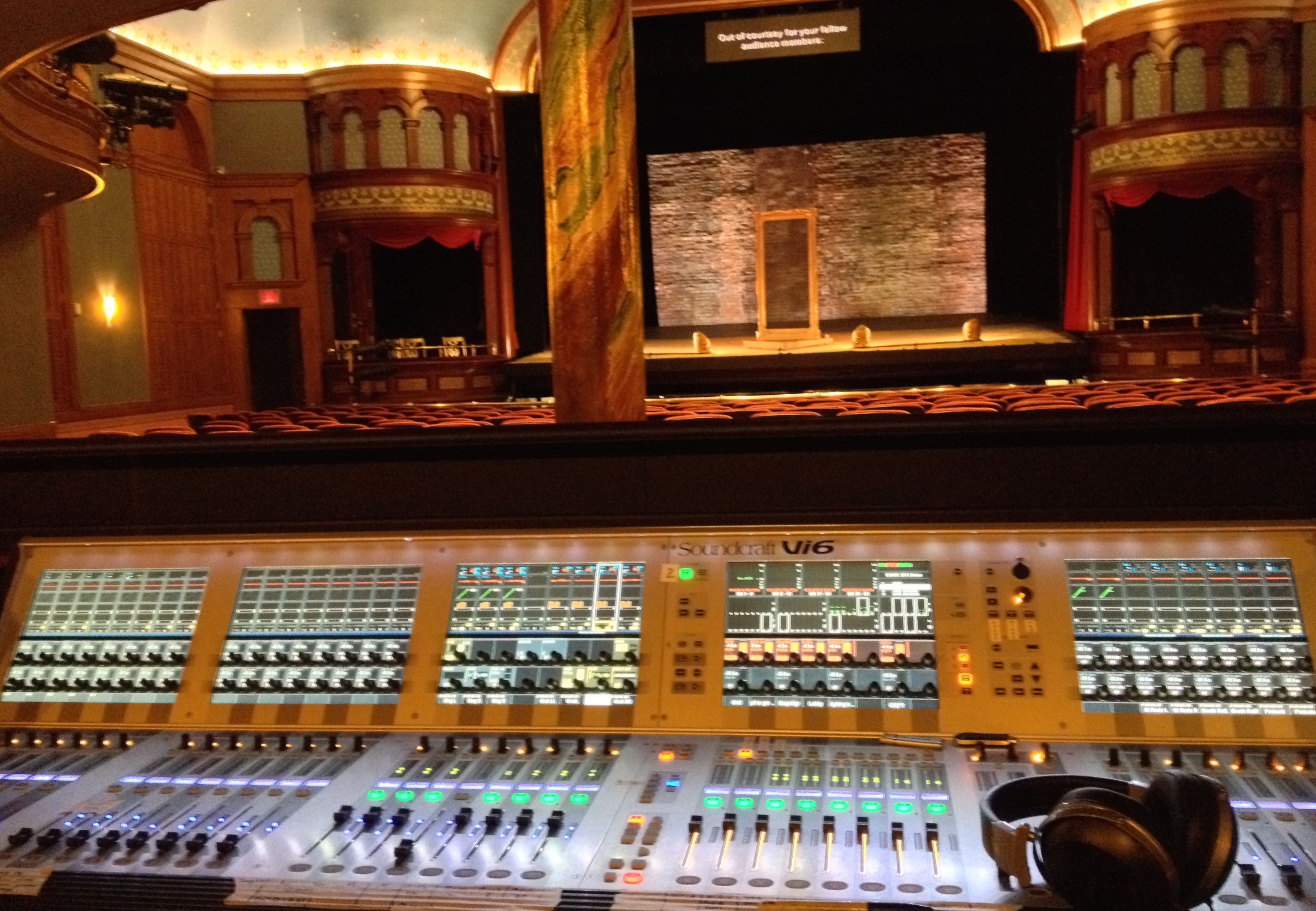
Postazione Front of House.
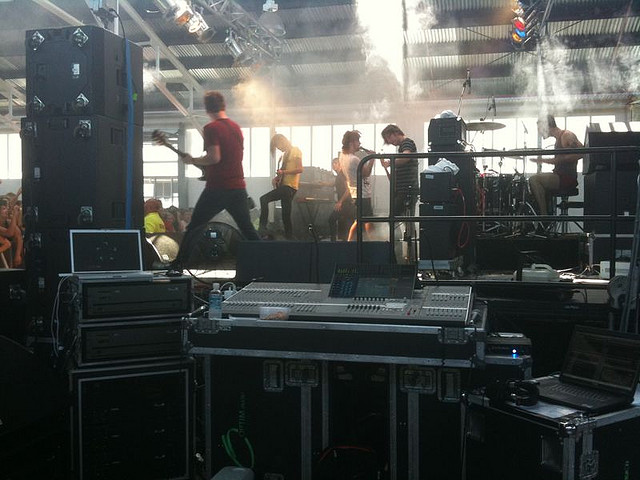
Postazione del mixer dei monitor
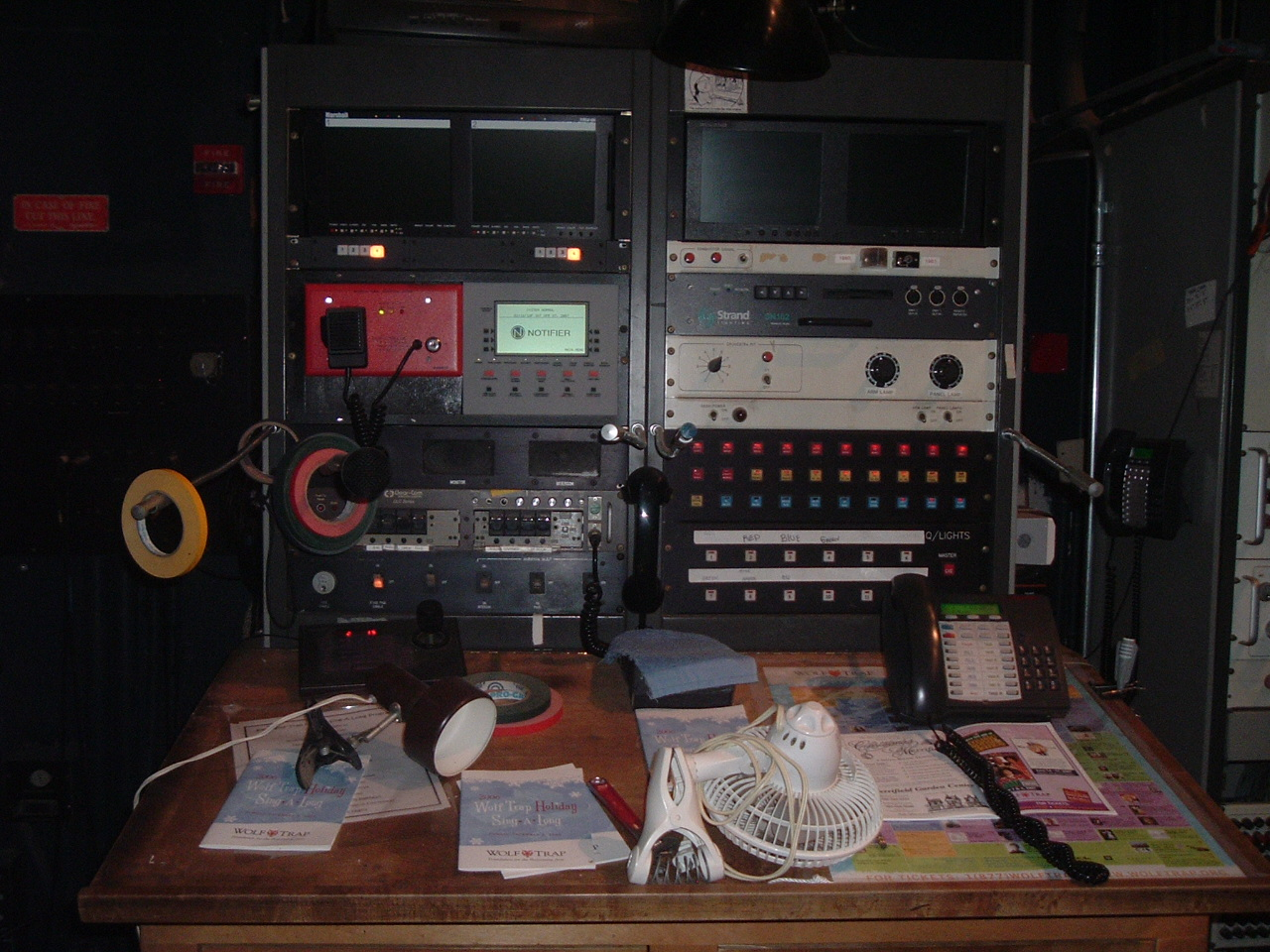
Stage managers panel
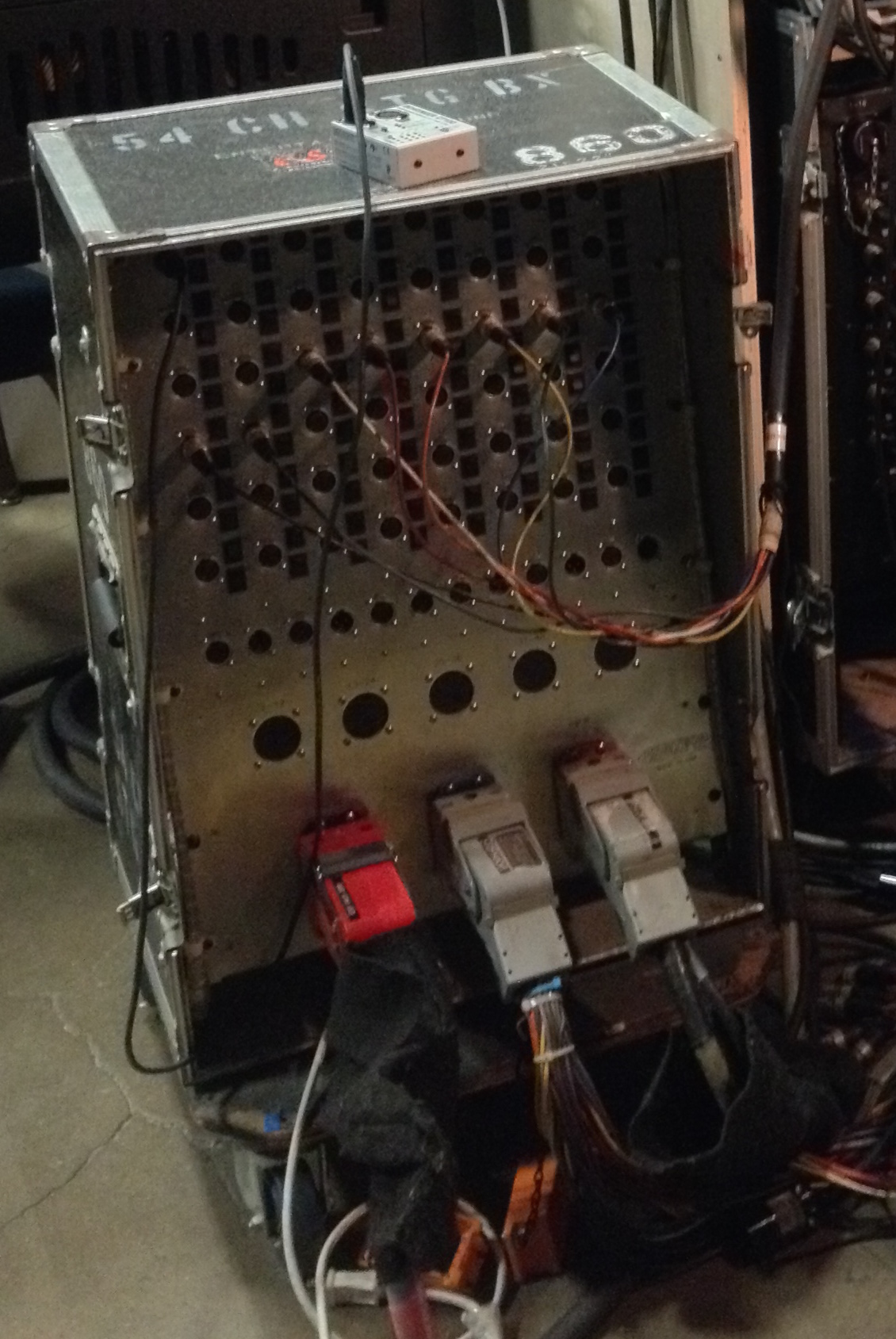
Splitter (sdoppiatore) microfonico

Le apparecchiature per la registrazione sono poste spesso in un altro camion, posto accanto al camion per il missaggio in diretta. Il suono trasmesso agli ingressi, nei bagni e dietro le quinte viene invece controllato dietro le quinte dall'assistente del manager del palco.
Per facilitare questa divisione a 5 vie, verrà utilizzato un dispositivo chiamato splitter per microfono che ha diversi scopi: dividerà il segnale in 5 vie, fornirà alimentazione phantom (+48V DC) per microfoni a condensatore e DI box attivi (adattatori d'impedenza) e fornirà l'isolamento tra le 5 uscite, prevenendo ritorni di massa (detti anche ritorni di terra).
 Questo è estremamente importante, poiché la loro gravità aumenta generalmente con la distanza percorsa dal segnale lungo i cavi. In una vasta rete di sistemi audio interconnessi, come quella di questo esempio, i ritorni di massa potrebbero diventare molto gravi. L'isolamento per evitare ritorni di massa è quindi di vitale importanza.
Iniziamo tracciando il percorso del segnale dallo splitter al pubblico. Il segnale lascia lo splitter, in genere tramite un cavo audio multiplo e viaggia verso la posizione Front of House. Qui, il segnale a livello microfonico entra in un preamplificatore microfonico che aumenta la tensione del segnale al livello di linea. In questo esempio, il preamplificatore microfonico è integrato in un mixer. È tipico che un mixer includa una linea di rifinitura dopo il preamplificatore. Ciò consente di regolare l'ampiezza del segnale a livello di linea. Ciò può essere fatto per ragioni artistiche o tecniche. Un'applicazione tipica del line trim (regolatore di linea) è l'attenuazione dei segnali che sono stati intenzionalmente amplificati troppo dal preamplificatore del microfono. Un'amplificazione eccessiva del segnale può causare la distorsione del preamplificatore che in determinate circostanze può produrre un suono indesiderabile ma talvolta questo effetto è proprio voluto e desiderato.
Dopo la regolazione del segnale di linea (trimming), viene rielaborato dall'equalizzatore, dal filtro, dal compressore, dal limitatore, dal de-esser (corretore delle vocali sibilanti), dal delay (ritardo), dal riverbero del mixer e da qualsiasi altra funzionalità di elaborazione del segnale che il mixer ha a disposizione e che l'ingegnere del mix sceglie di utilizzare. Il segnale elaborato viene poi inviato al mix bus, dove viene combinato con tutti gli altri segnali provenienti dal palco. Il bilanciamento dei segnali è controllato dai fader.
Il mix viene quindi indirizzato a una delle uscite dei mixer e fluisce in un controller di altoparlanti. Questo dispositivo rielabora il segnale per ottimizzarlo per il sistema audio installato nel luogo dell'esibizione. Fluisce quindi in un rack di amplificatori e quindi negli altoparlanti.